# Браун, Джавейн
Джавейн Окемио Браун (англ. Javain Okemio Brown; 9 марта 1999, Кингстон, Ямайка) — ямайский футболист, правый защитник клуба «Реал Солт-Лейк» и сборной Ямайки.

## Карьера

### Клубная карьера
Был капитаном своей школьной команды Кингстон-колледжа. Выступал за ямайские клубы «Харбор-Вью» и «Сантос». В 2018 году поступил в Южно-Флоридский университет в США, и играл за университетскую футбольную команду «Саут Флорида Буллз» в 2019 году. В 2019 году также выступал за клуб Лиги два ЮСЛ «Трежер-Кост Трайтонс».
21 января 2021 года на Супердрафте MLS Браун был выбран в первом раунде под общим 23-м номером клубом «Ванкувер Уайткэпс». 17 февраля клуб подписал с ним контракт с опциями до конца сезона 2024. В MLS он дебютировал 16 мая в матче против «Спортинга Канзас-Сити», выйдя на замену во втором тайме вместо Джейка Неруински. 14 января 2022 года Браун подписал с «Ванкувер Уайткэпс» новый контракт до конца сезона 2024 с опцией продления на сезон 2025. 30 июля в матче против «Нэшвилла» забил свой первый гол в MLS. 29 июля 2024 года «Ванкувер Уайткэпс» поместил Брауна в список отказов.
31 июля 2024 года Браун пополнил состав «Реал Солт-Лейк». Дебютировал за РСЛ 24 августа в матче против «Сан-Хосе Эртквейкс», выйдя на замену во втором тайме вместо Боди Хидалго.

### Международная карьера
За сборную Ямайки Браун дебютировал 24 августа 2017 года в товарищеском матче со сборной Тринидада и Тобаго.
В составе сборной Ямайки до 20 лет принял участие в молодёжном чемпионате КОНКАКАФ 2018.
Значился в предварительной заявке сборной Ямайки на Золотой кубок КОНКАКАФ 2019 из 40 игроков, но в окончательный состав из 23 игроков не попал.
В составе сборной Ямайки до 22 лет принял участие в футбольном турнире Панамериканских игр 2019 в Перу.
Значился в предварительной заявке сборной Ямайки на Золотой кубок КОНКАКАФ 2021 из 60 игроков, но в окончательный состав из 23 игроков не попал.
Был включён в состав сборной на Золотой кубок КОНКАКАФ 2023.

## Достижения
Командные
 «Ванкувер Уайткэпс»
- Победитель Первенства Канады: 2022, 2023

## Статистика выступлений

### Клубная статистика
| Выступление       | Выступление      | Выступление      | Лига | Лига | Плей-офф | Плей-офф | Кубок | Кубок | Континент | Континент | Итого | Итого |
| Клуб              | Лига             | Сезон            | Игры | Голы | Игры     | Голы     | Игры  | Голы  | Игры      | Голы      | Игры  | Голы  |
| ----------------- | ---------------- | ---------------- | ---- | ---- | -------- | -------- | ----- | ----- | --------- | --------- | ----- | ----- |
| Ванкувер Уайткэпс | MLS              | 2021             | 25   | 0    | 1        | 0        | 1     | 0     | —         | —         | 27    | 0     |
| Ванкувер Уайткэпс | MLS              | 2022             | 27   | 1    | —        | —        | 2     | 0     | —         | —         | 29    | 1     |
| Ванкувер Уайткэпс | MLS              | 2023             | 25   | 1    | 1        | 0        | 2     | 0     | 4         | 0         | 32    | 1     |
| Ванкувер Уайткэпс | MLS              | 2024             | 16   | 0    | —        | —        | 1     | 0     | 2         | 0         | 19    | 0     |
| Ванкувер Уайткэпс | Итого            | Итого            | 93   | 2    | 2        | 0        | 6     | 0     | 6         | 0         | 107   | 2     |
| Реал Солт-Лейк    | MLS              | 2024             | 1    | 0    | —        | —        | —     | —     | —         | —         | 1     | 0     |
| Всего за карьеру  | Всего за карьеру | Всего за карьеру | 94   | 2    | 2        | 0        | 6     | 0     | 6         | 0         | 108   | 2     |

Источники: Transfermarkt, Soccerway, Footballdatabase.eu.

### Международная статистика
| Команда | Год   | Игры | Голы |
| ------- | ----- | ---- | ---- |
| Ямайка  |       |      |      |
| 2017    | 1     | 0    |      |
| 2018    | 3     | 0    |      |
| 2021    | 4     | 0    |      |
| 2022    | 11    | 0    |      |
| 2023    | 10    | 0    |      |
| Всего   | Всего | 29   | 0    |

Источник: National Football Teams.